# Camerun
El Camerun (francès: Cameroun), oficialment República del Camerun (République du Cameroun), és un país de l'Àfrica central. Limita amb Nigèria a l'oest i el nord, el Txad al nord-est, la República Centreafricana a l'est i Guinea Equatorial, el Gabon i la República del Congo al sud. El seu litoral es troba a la badia de Biafra, que forma part del golf de Guinea i l'oceà Atlàntic. Tot i no ser un estat membre de l'ECOWAS, per la seva geografia i la seva història pertany a l'Àfrica Occidental. El Camerun del Sud, que actualment es divideix en les regions del Nord-oest i Sud-oest, ha tingut un paper important en la història de l'Àfrica Occidental. El 2017, parts d'aquestes regions es declararen un estat independent (sense reconeixement internacional) amb el nom d'Ambazònia. La ubicació del Camerun a cavall de l'Àfrica Occidental i l'Àfrica Central l'ha influït per les dues bandes. Té més de 250 llengües nadiues, parlades per una mica menys de 20 milions de persones.
Entre els primers habitants del territori hi havia la civilització Sao, que vivia al voltant del llac Txad, i els baka, caçadors-recol·lectors de la selva del sud-est. Els exploradors portuguesos arribaren a la seva costa al segle xv i li donaren el nom Rio dos Camarões ('Riu de les Gambes'), que amb el pas del temps evolucionà a «Camerun». Al segle xix, soldats fulbe fundaren l'Emirat d'Adamaua al nord del país, mentre que diversos grups ètnics de l'oest i el nord-oest formaren poderosos cacicats. El 1884, el Camerun es convertí en la colònia alemanya de Kamerun. Després de la Primera Guerra Mundial, el territori fou dividit en dos mandats de la Societat de Nacions, un d'administrat per França i l'altre pel Regne Unit.
La major part del país és muntanyós, i hi destaquen les muntanyes d'Adamaua, a l'oest i el centre. La màxima altitud és el mont Camerun (4.070 m), volcà actiu situat prop del golf de Guinea. Al nord destaquen els rius Benoué i Logone, i el Sanaga i el Nyong a la regió meridional. Al Camerun hi ha la riba meridional del llac Txad. Se l'ha anomenat «Àfrica en miniatura» per la seva enorme diversitat paisatgística.
L'antic Camerun francès i una part del Camerun britànic van formar, l'any 1961, la República Federal del Camerun, que el 1972 va esdevenir la República Unida del Camerun. El Camerun generalment ha gaudit d'estabilitat, cosa que ha permès el desenvolupament de l'agricultura, les carreteres i el ferrocarril, igual com de la indústria petroliera. Malgrat els recents moviments cap a una reforma democràtica, el poder polític roman de manera ferma a les mans d'una oligarquia de base ètnica.

## Història

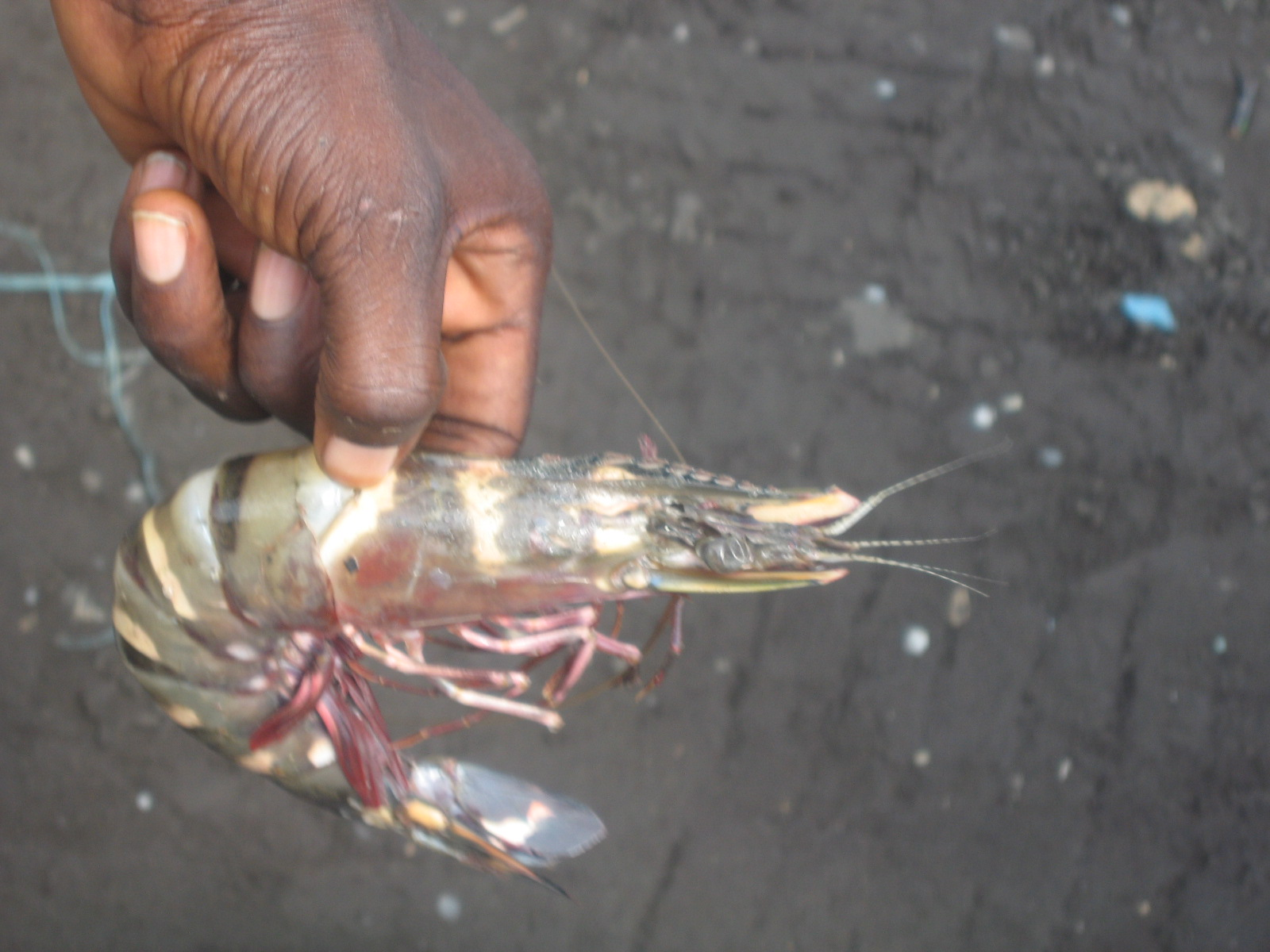
Al, els portuguesos que van explorar la costa occidental d'Àfrica van denominar Camarões a la zona costanera d'aquest país per l'abundància de gambetes.

La història del Camerun va començar quan els primers habitants del territori de l'actual Camerun eren els fundadors de la civilització Sao, que va florir a les riberes del Llac Txad, així com els pigmeus baka, caçadors-recol·lectors que encara avui habiten a les plurisives de la zona sud-oriental del país. Malgrat les relacions existents entre els diferents pobles, mai va haver-hi una estructura estatal abans de l'arribada dels colonitzadors europeus el segle xv, i així va continuar fins a mitjan segle xix, quan missioners cristians van introduir la cultura i forma de vida europea. El 1472, l'expedicionari portuguès Fernão do Pó navega fins a la costa de l'actual Camerun i remunta aigües amunt pel riu Wouri. Els portuguesos bategen aquest riu com Rio dos Camarões (literalment, riu de les gambetes). En l'actualitat, el nom Camarōés és el nom amb què es coneix a aquest país en idioma portuguès. El nom va ser corromput pels comerciants d'altres països europeus (principalment dels Països Baixos, França i Anglaterra) i va passar a les formes "Cameroon" o "Cameroun", d'on va passar al català com a Camerun. Durant el segle xx, els guerrers fulani van fundar al sud l'Emirat d'Adamhawa, i altres pobles del nord i del nord-oest van establir poderoses organitzacions regides per caps o reis (els denominats fon).
El 1884 Alemanya va començar a erigir fàbriques i va implantar el règim colonial en aquest territori. El 1884, el Camerun va esdevenir una colònia alemanya (Kamerun). Després de la derrota de l'Imperi Alemany a la Primera Guerra Mundial, el seu territori es va dividir entre França i el Regne Unit, com a mandat de la Societat de Nacions. El Camerun francès va accedir a l'autonomia interna el 1959 i l'any següent va proclamar la seva total independència com a República. El 1961, el sud del Camerun britànic va decidir unir-se a la República del Camerun, mentre que el nord va preferir adherir-se a Nigèria.
El partit polític Unió dels Pobles del Camerun propugnava la independència, però va ser declarat fora de la llei durant la dècada de 1950. Va fer la guerra a les forces militars franceses i cameruneses fins al 1971. El 1961 la part sud del Camerun britànic va decidir unir-se a la República del Camerun, mentre que el nord va preferir adherir-se a Nigèria. El 1960, el Camerun francès es va declarar independent amb el nom de República del Camerun, amb Ahmadou Ahidjo com a president. El 1972 el país va canviar de nom, passant a anomenar-se República Unida del Camerun. Des de 1984 el seu nom oficial és, de nou, República del Camerun.

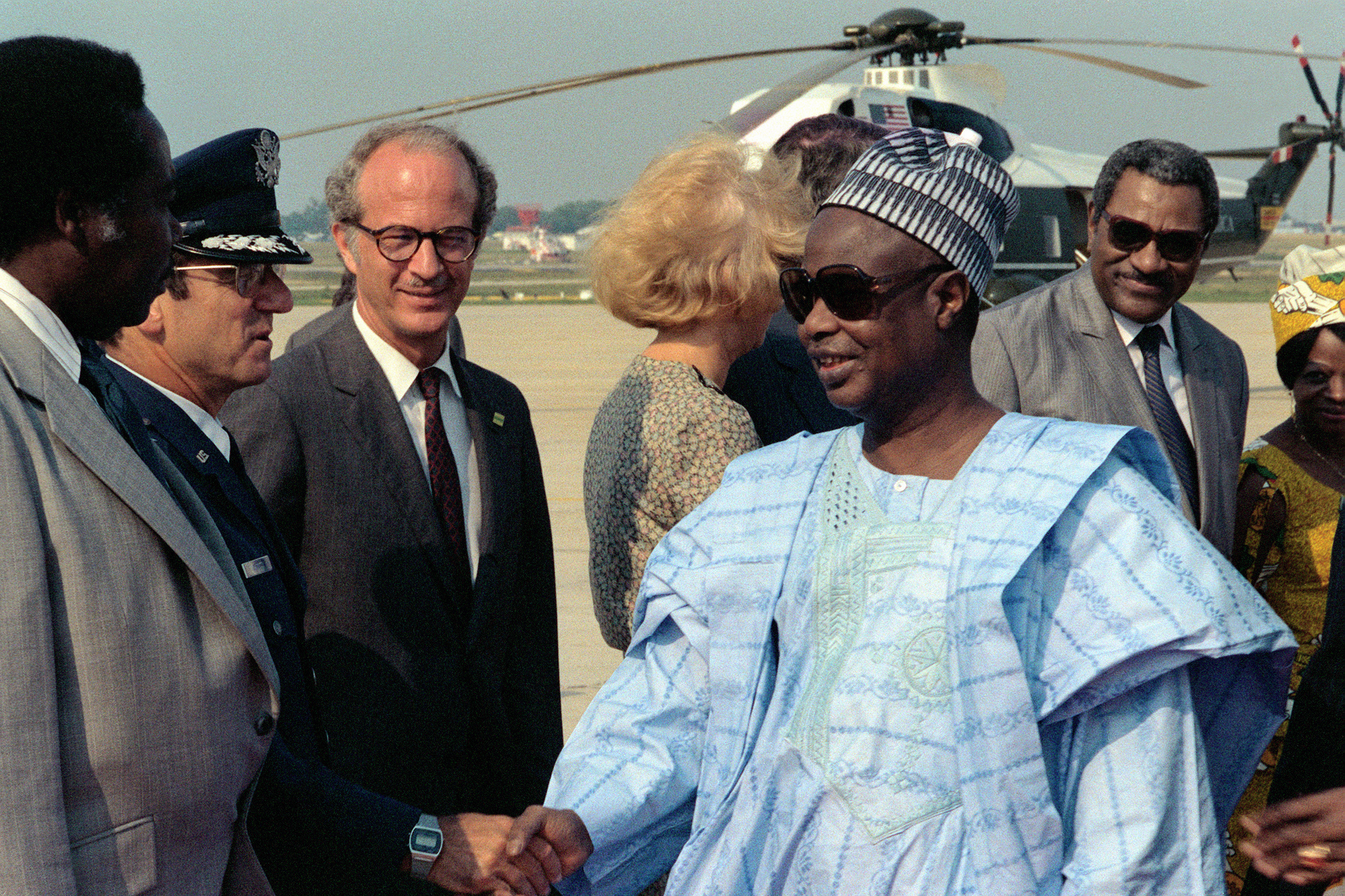
Ahmadou Ahidjo arriba a Washington DC, al juliol de 1982.

L'1 de gener de 1960, el Camerun francès va obtenir la independència. El seu primer president va ser Ahmadou Ahidjo. L'1 d'octubre de 1961, el sud del Camerun britànic es va reunificar amb el Camerun francès per formar la república del Camerun. El Camerun del nord britànic va optar en canvi per unir-se a Nigèria. La guerra amb l'UPC va permetre a Ahidjo concentrar el poder en la presidència. La resistència va ser finalment suprimida el 1971, però es va continuar en estat d'emergència. Ahidjo va insistir en el nacionalisme evitant el tribalisme. La Unió Nacional Camerunesa (CNU) va passar a ser l'únic partit de la nació l'1 de setembre de 1966. El 1972 es va abolir el sistema federal de govern a favor del govern centralista des de Yaoundé.
Econòmicament, Ahidjo va emprendre una política de liberalisme. L'agricultura va ser la prioritat inicial, però el descobriment de jaciments petrolífers el 1970 va canviar la situació. Els diners del petroli es van emprar per crear una reserva financera, pagar als conreadors i finançar projectes de desenvolupament. Es van expandir principalment els sectors de comunicacions, educació, transport i infaestructura hidroelèctrica. No obstant això, Ahidjo va donar els llocs de responsabilitat de les noves indústries als seus aliats com a recompensa. Molts van fracassar per incompetència.

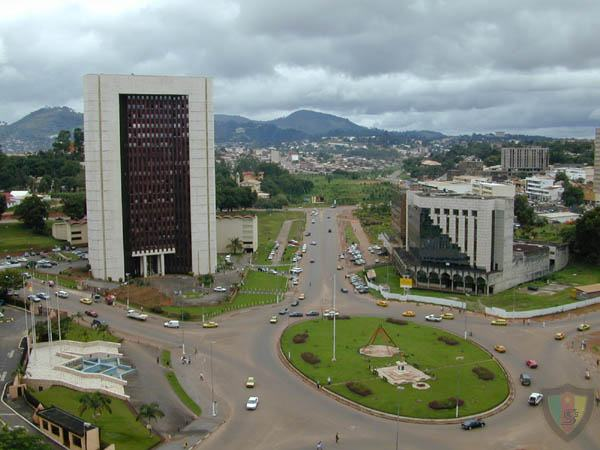
Imatge actual de la capital Yaoundé, la Place du 20 mai.

Ahidjo va dimitir el 4 de novembre de 1982, deixant el poder en mans del successor segons la constitució, Paul Biya. No obstant això, Ahidjo va seguir exercint el control de la CNU, la qual cosa va comportar una lluita de poder entre tots dos presidents. Quan Ahidjo va tractar d'establir el dret del partit a triar al president Biya, els seus aliats el van pressionar per dimitir. Biya va celebrar eleccions per als oficials del partit i per l'Assemblea Nacional del Camerun. No obstant això, després d'un cop d'estat fallit el 6 d'abril de 1984, va optar per seguir l'estil de govern del seu predecessor. El Camerun es convertí en centre de l'atenció internacional el 21 d'agost de 1986, quan el Llac Nyos va expel·lir gasos tòxics i va matar entre 1.700 i 2.000 persones
El primer desafiament important de Biya va ser la crisi econòmica que va assotar el país des de mitjan vuitanta fins a finals dels noranta, resultat de la conjuntura econòmica internacional, la sequera, la caiguda dels preus del petroli, la corrupció política i la mala gestió. El Camerun va demanar l'ajuda estrangera, va reduir els fons per a l'educació, el govern i la salut pública, i va privatitzar indústries. Això va produir el descontentament de la part anglòfona del país.
Els líders de l'antiga zona britànica han demanat en els últims anys major autonomia o la secessió en el que seria la República d'Ambazònia.

## Govern i política

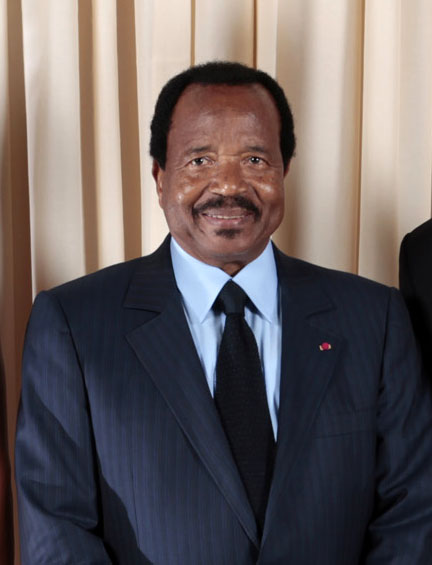
El president del Camerun, Paul Biya.

Paul Biya de l'Aliança Democràtica Popular (APDC) governa des de 1982. L'APDC també va obtenir la majoria en el Parlament el 1992 i Biya va ser reelegit aquest any i el 1997.
El principal grup d'oposició, el Front Socialdemòcrata del Camerun, ha qüestionat el resultat d'aquests comicis. El 1997 el seu candidat, John Ndi, va rebutjar la victòria de Biya.

### Partits polítics
- Partit Revolucionari Democràtic del Camerun
- Unió Nacional Camerunesa
- Unió de Pobles del Camerun
- Front Socialdemòcrata del Camerun

## Organització territorial

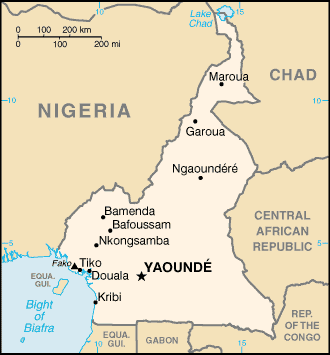
Principals divisions polítiques i geogràfiques.

| Regions 1 Adamaoua 2 Centre 3 Est 4 Extrem-Nord 5 Litoral 6 Nord 7 Nord-Oest 8 Oest 9 Sud 10 Sud-Oest. |

## Geografia

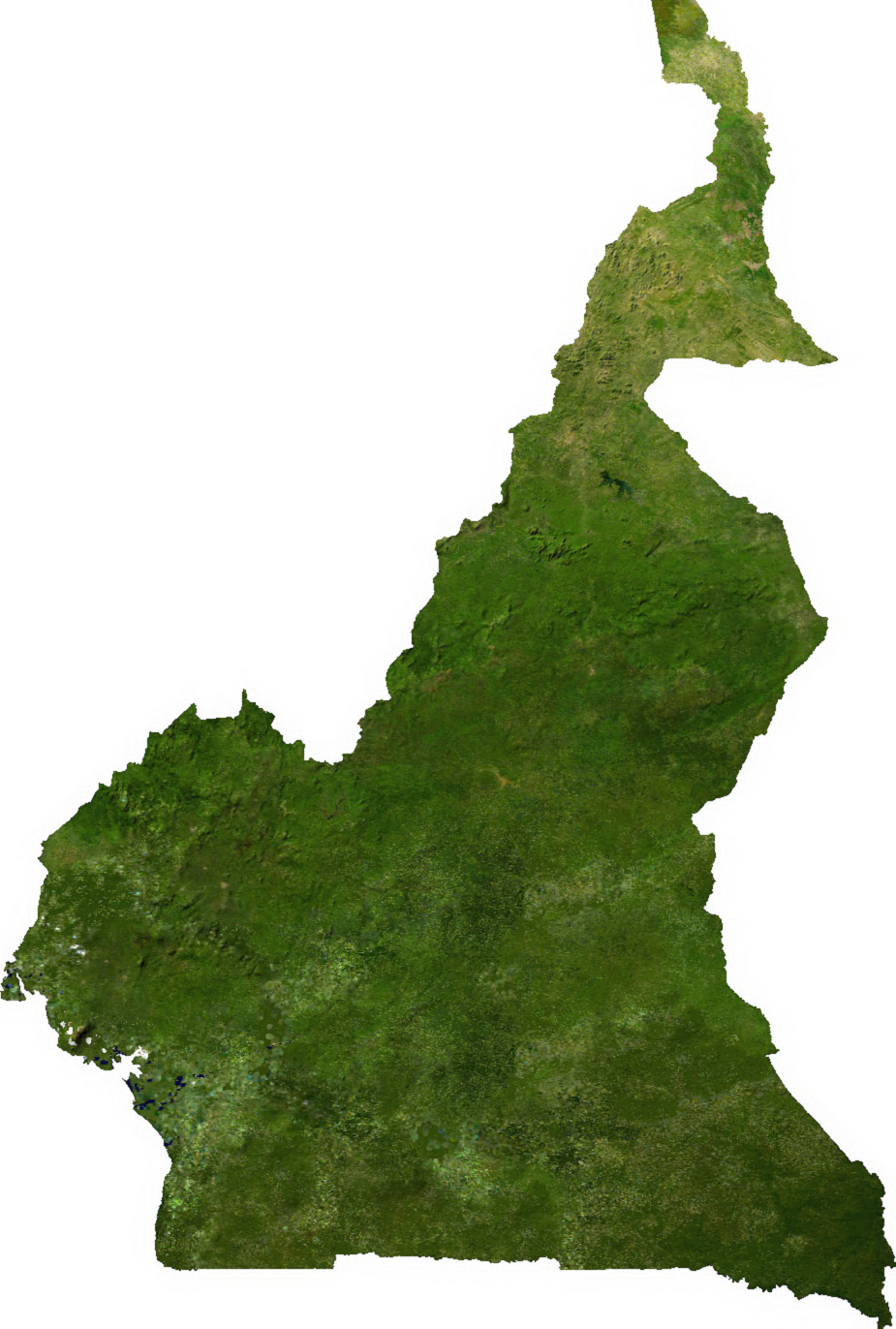
Mapa satelital del Camerun.

Al país es distingeixen diverses regions. Una d'elles és la regió litoral, que va des de la costa fronterera amb Nigèria fins a la fronterera amb Guinea Equatorial. La ciutat més important de la costa del Camerun és Douala.
Posteriorment l'altura del país es va elevant gradualment: així, Douala es troba gairebé al nivell del mar, a l'estuari del riu Wouri, i Yaoundé està ja a uns 700 msnm. Passat Yaoundé hi ha un massís muntanyenc que separa aquesta zona del país de la del nord. La ciutat més important d'aquesta zona muntanyenca és Tibesti.
Al nord el territori és més pla. Les ciutats més importants del nord del Camerun són Garua i Marua. A l'extrem nord del país es troba una porció del llac Txad. En el sud i el sud-est el territori es converteix en selva, la qual es va fent més espessa a mesura que ens acostem a la frontera amb el Congo. A l'altiplà oest, a la frontera amb Nigèria, es troba la zona angloparlant del país, la ciutat més important d'aquesta zona és Bamenda.

### Ecologia
Els biomes dominants al Camerun són la sabana, en el nord i centre del país, i la selva umbròfila, en el sud, l'oest i les zones muntanyenques. WWF classifica les sabanes del Camerun en sis ecoregions, de nord a sud:
- Sabana inundada del llac Txad, a les ribes del llac Txad.
- Sabana d'acàcies del Sahel a l'extrem nord.
- Mosaic del massís de Mandara al massís de Mandara, al nord-oest.
- Sabana sudanesa oriental al centre-nord.
- Mosaic de selva i sabana de Guinea, al centre-oest.
- Mosaic de selva i sabana del nord del Congo, al centre del país.

Les selves, per la seva banda, es classifiquen en:
- Selva costanera del Cross-Sanaga i Bioko a les terres baixes de la costa nord del país.
- Selva montana de Bioko i la muntanya Camerun a la muntanya Camerun.
- Selva de la serralada del Camerun, a la serralada del Camerun, per sobre dels 900 msnm.
- Selva costanera equatorial atlàntica al sud-oest.
- Selva de terres baixes del Congo nord-occidental al sud-est.

A més, hi ha diversos enclavaments de manglar d'Àfrica Central a la costa; destaquen la zona fronterera amb Nigèria i la regió al voltant de Duala.

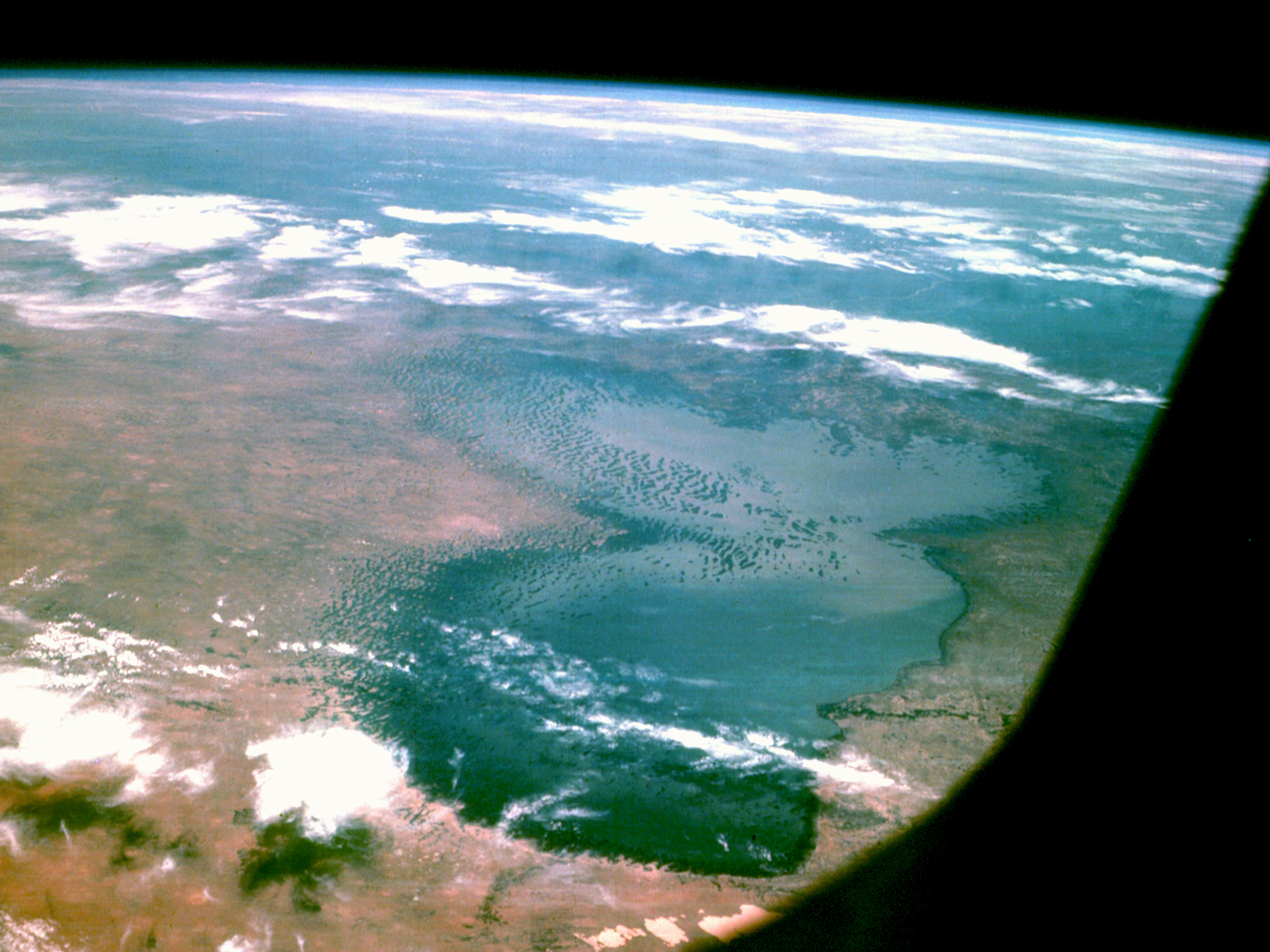
Imatge satelital del llac Txad, a la província Extrem-Nord, presa per l'Apollo 7 a l'octubre de 1968. En l'actualitat ha desaparegut gairebé per complet.
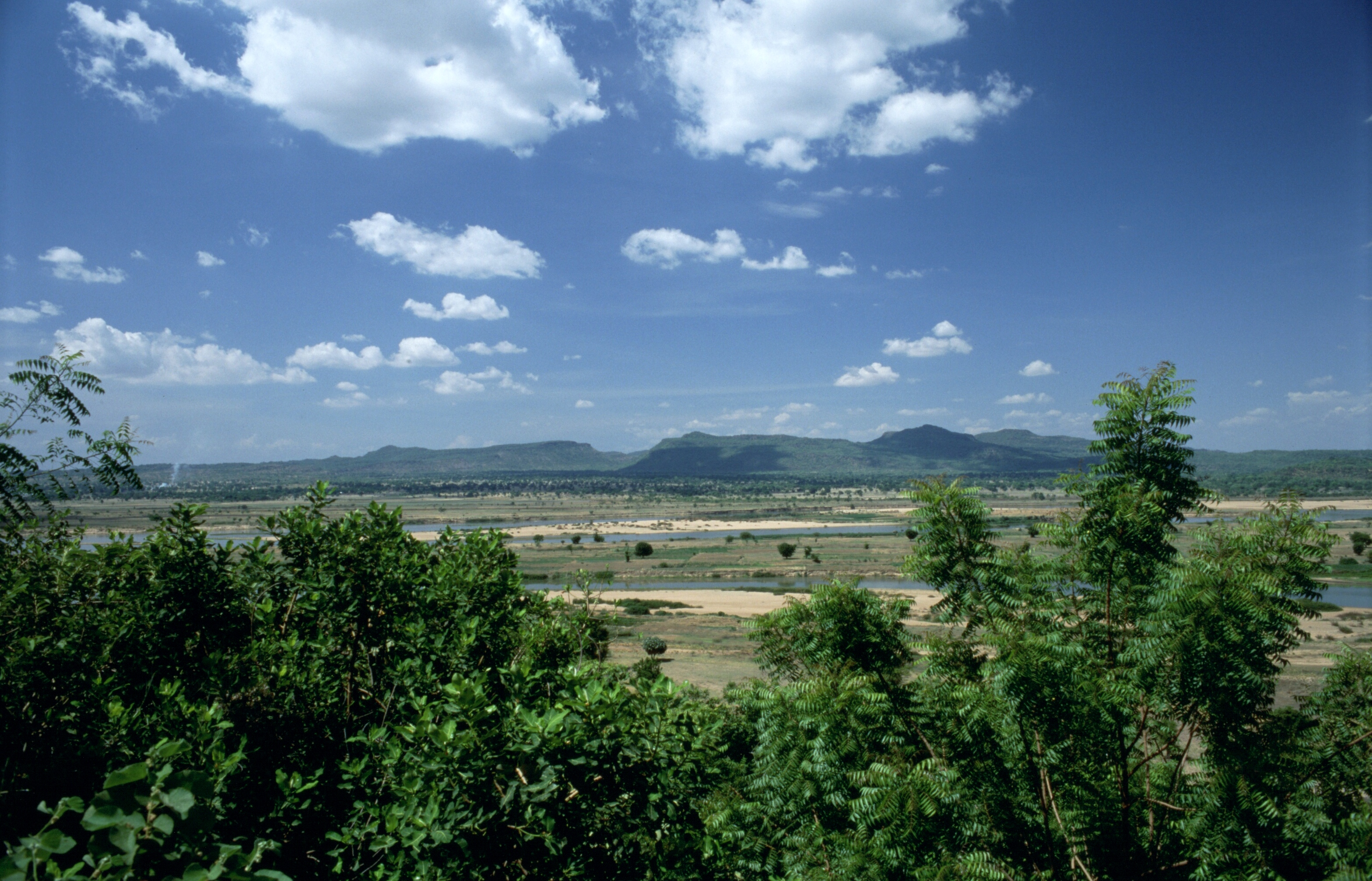
El massís de Mandara, a la frontera entre Camerun i Nigèria.
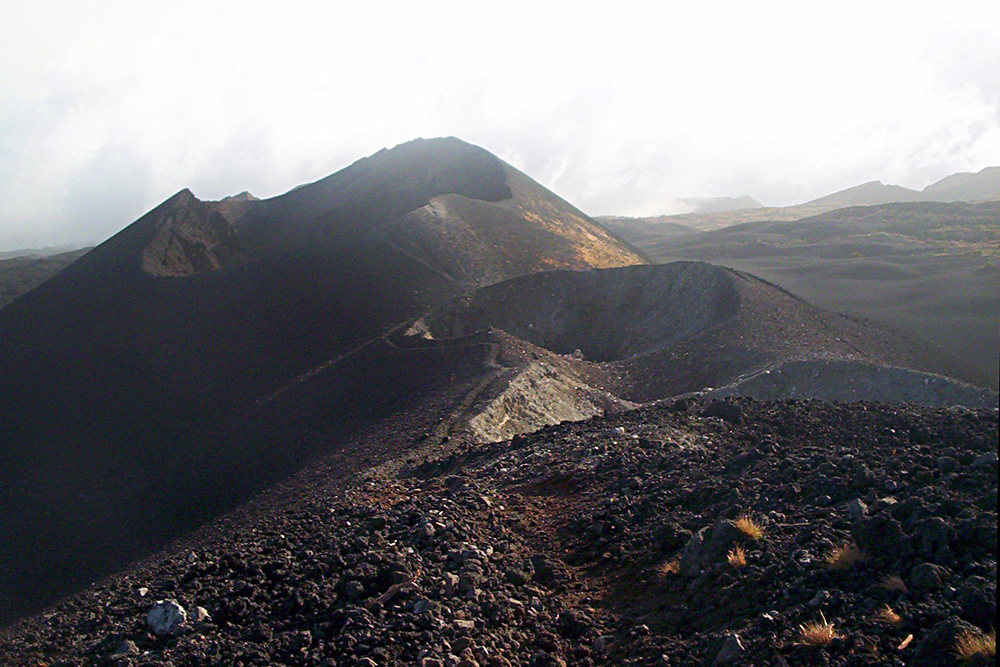
Muntanya Camerun, amb 4.095 msnm.
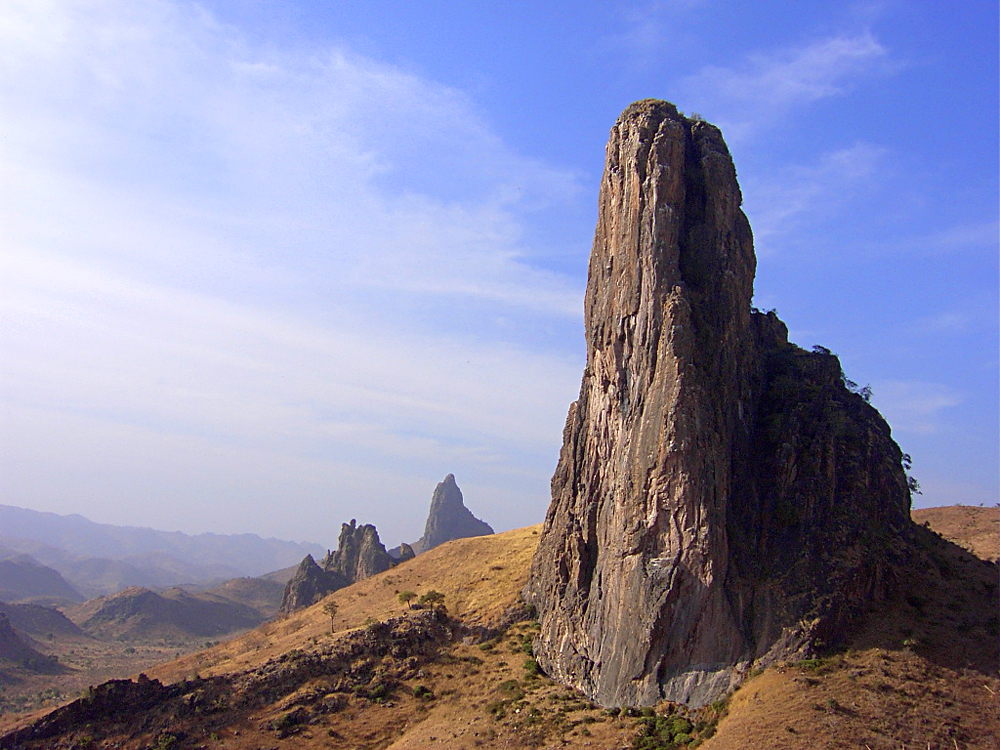
Coll volcànic a Rhumsiki, al nord del país.

## Economia

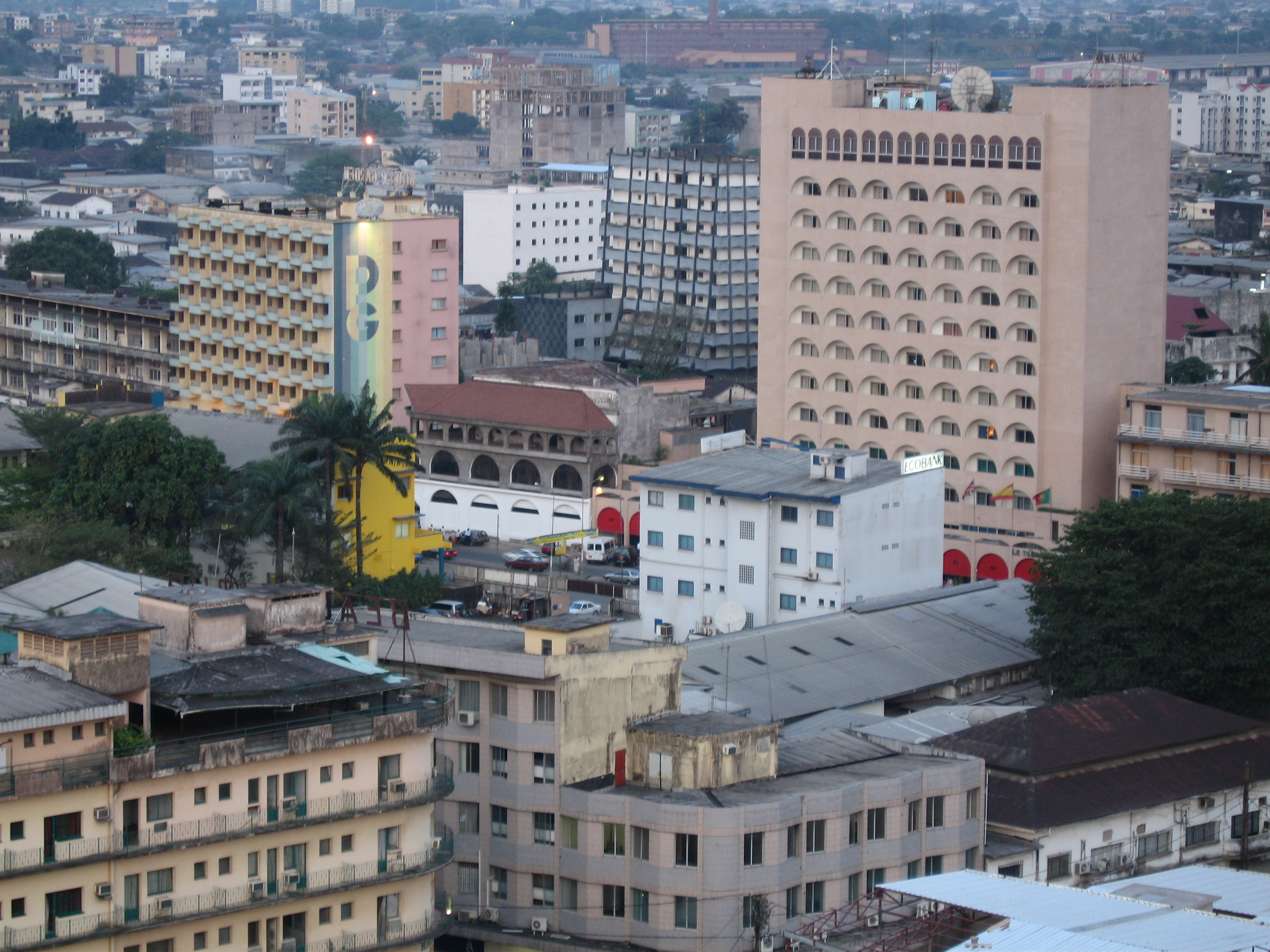
Douala, la capital econòmica del Camerun.

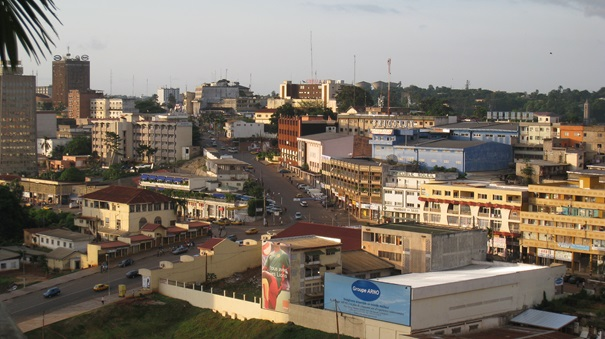
Zona comercial de Yaoundé.

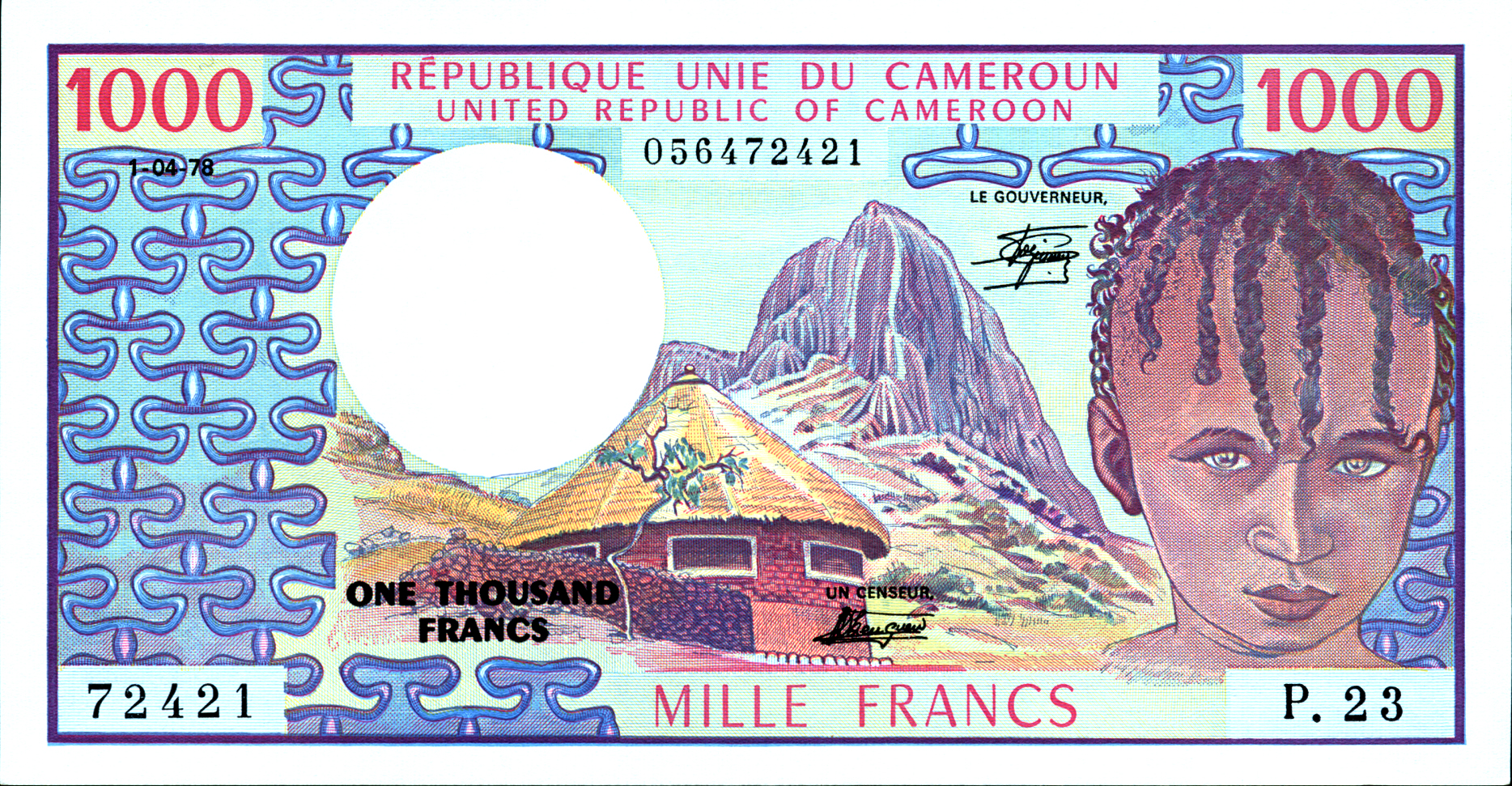
Bitllet camerunès de 1.000 francs CFA.

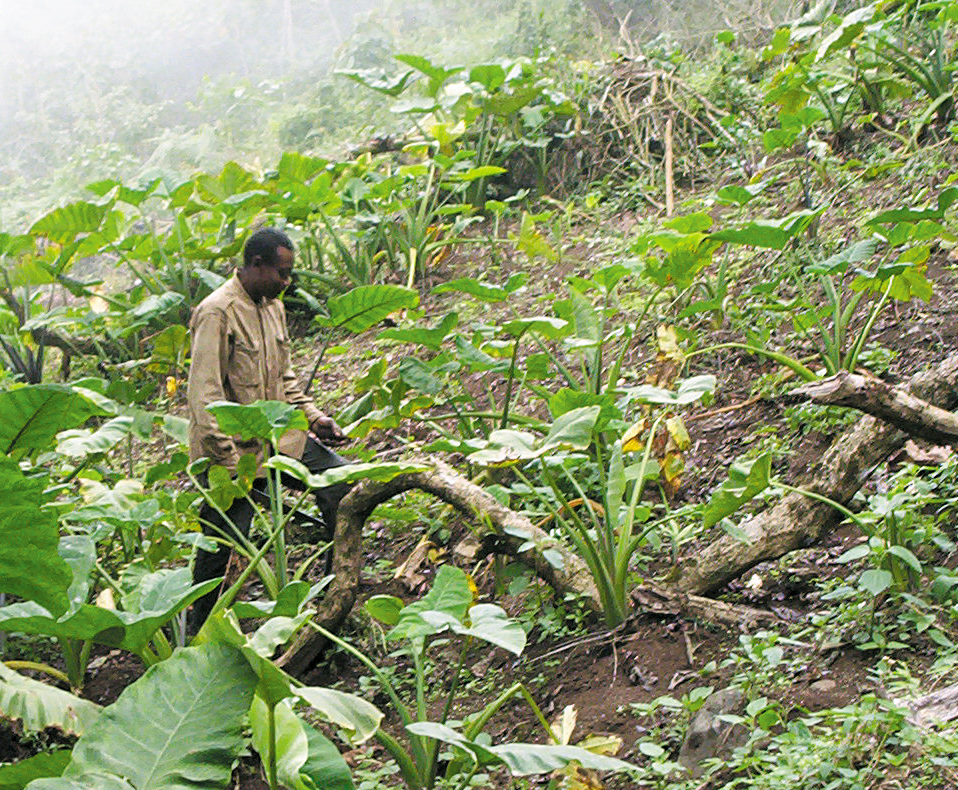
Conreu de taro al Camerun.

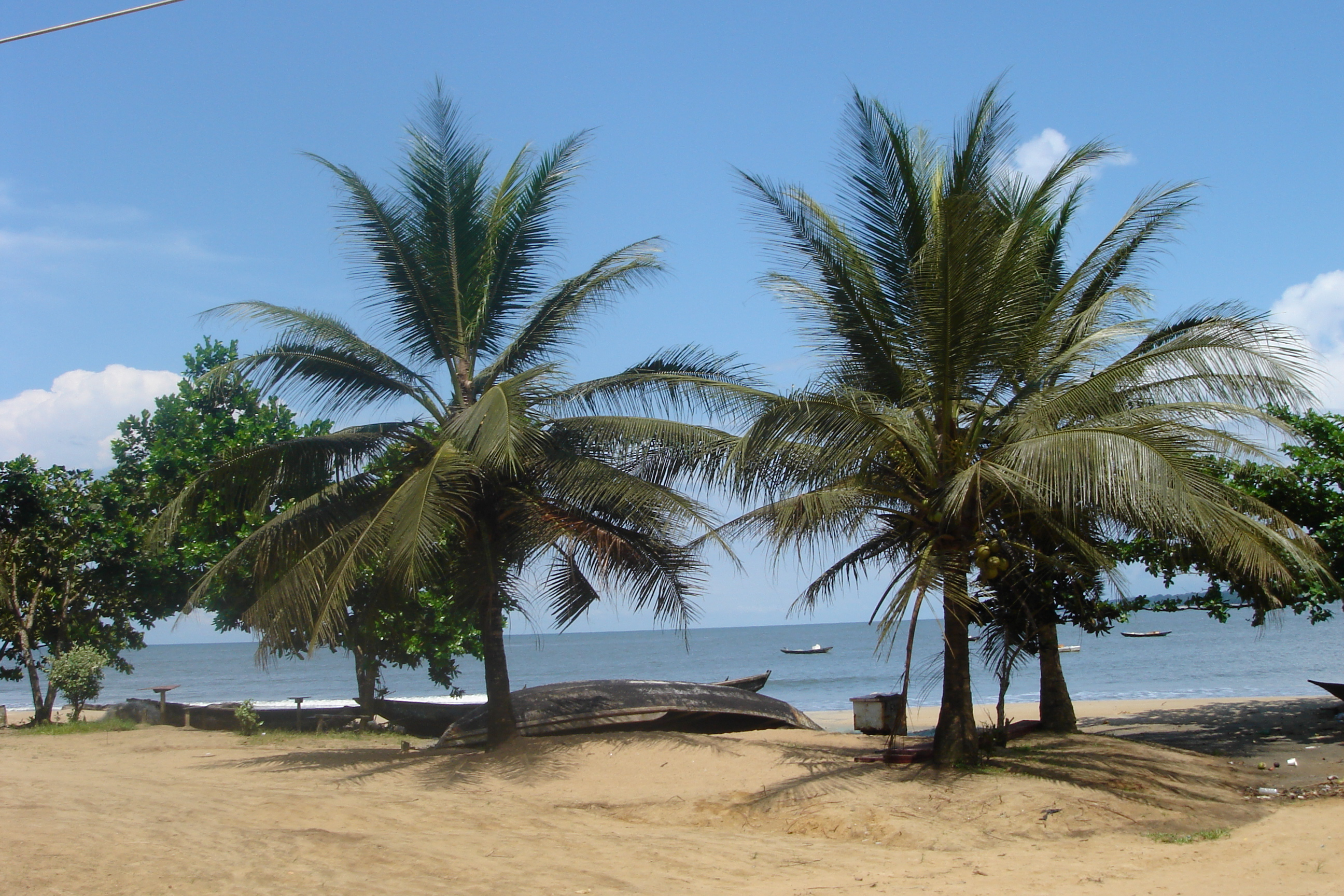
Platja a Kribi.

El Camerun té un dels PIB per capita més alts de l'Àfrica subsahariana, a causa de les condicions favorables a l'agricultura i les seves reserves de petroli. Així i tot, el país enfronta problemes similars als d'altres països subdesenvolupats, com el clima poc favorable a les inversions. Els mercats més importants per als productes del país són Espanya, França, Itàlia i Corea del Sud. La moneda del país és el franc CFA de l'Àfrica Central.
Des de la dècada de 1990 el país va ingressar a diversos programes del Fons Monetari Internacional amb l'objectiu d'estimular els negocis, millorar l'eficiència de l'agricultura i del comerç, així com capitalitzar els bancs. L'FMI pressiona per més reformes, incloent la transparència del pressupost, la privatització, i programes per a la reducció de la pobresa.
El país està en crisi des de mitjans dels anys 80. Un 37% està cobert per boscos tropicals que poden proporcionar abundants recursos. Pertany a la CEMAC, una associació d'integració econòmica amb països fronterers.
La paritat del poder adquisitiu per capita del Camerun és de 3.200 US$, un dels deu més alts a l'Àfrica subsahariana. Els mercats d'exportació més significatius són França, Itàlia, Corea del Sud, Espanya i el Regne Unit. El Camerun és part del Banc dels Estats d'Àfrica Central (del qual és l'economia dominant) i de la Unió dels Estats d'Àfrica Central (UDEAC). La seva unitat monetària colonial va ser el franc camerunès, que va ser després reemplaçada per la seva moneda oficial actual, el Franc CFA.
Les regles i regulacions excessives, els alts impostos i la corrupció endèmica han impedit el creixement del sector privat. La desocupació va ser estimada en un 30% el 2001, i prop del 48% de la població estava vivint en el llindar de la pobresa el 2000. Des de finals dels anys 1980, el Camerun ha estat seguint programes del Banc Mundial i el Fons Monetari Internacional (FMI) per reduir la pobresa, privatitzar les indústries i incrementar el creixement econòmic.
Prop del 70% de la població es dedica al sector agrari, que comprenia una estimació del 45,2% del PIB el 2006. La majoria d'aquest sector es dedica a l'agricultura de subsistència dels grangers locals, els qui empren eines simples. Els centres urbans depenen particularment de l'agricultura camperola per a la seva alimentació.
La terra i el clima de la costa fomenten amplis cultius comercials de plàtan, cacau, taro, oli de palma, cautxú i te. A l'interior de país, en el Plateau del Camerun del Sud, les collites inclouen cafè, sucre i tabac. El cafè és el producte més lucratiu a l'àrea muntanyenca de l'oest. En el nord, les condicions naturals afavoreixen productes com el cotó, el maní i l'arròs. La dependència de l'exportació de productes agrícoles fa del Camerun un país vulnerable a la variació dels seus preus.
La ramaderia es practica en tot el país. La pesca empra a 5.000 persones i proveeix 20.000 t anuals. La carn de cap de bestiar, bàsica per a l'alimentació dels camerunesos rurals, és un privilegi als centres urbans. El seu comerç ha superat la desforestació com l'amenaça principal de la vida silvestre al Camerun.
La selva del sud posseeix vastes reserves de fusta, que cobreixen un el 37% del territori. No obstant això, grans àrees són de difícil accés. La indústria de la fusta, controlada per empreses estrangeres, proveeix al govern de US$ 60 milions a l'any. Encara que la llei estipula que la seva explotació ha de ser segura i sostenible, és en la pràctica una de les indústries menys regulades del país.
La indústria de la mà d'obra en fàbriques va proveir una estimació del 16,1% del PIB el 2006. Més del 75% de la força industrial del país està concentrada a Douala i a Bonabéri.
El Camerun posseeix grans reserves de recursos minerals, però no s'extreuen àmpliament. L'explotació del petroli ha caigut des de 1985, però segueix sent un sector substancial que ha tingut un fort impacte en l'economia del país.
Els ràpids i les caigudes d'aigua obstrueixen els rius del sud, però aquests llocs ofereixen oportunitats per a l'obtenció d'energia hidroelèctrica, la qual representa la majoria de l'energia del Camerun. El riu Sanaga alimenta la major presa hidroelèctrica del país, situada a Edéa.
El turisme és un sector en auge, particularment a l'àrea costanera, als voltants del Mont Camerun i a l'àrea nord.

## Demografia

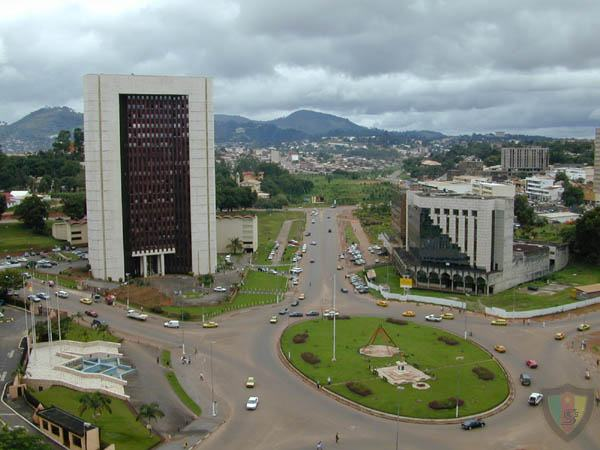
Imatge actual de la capital Yaoundé, la Place du 20 mai.

Els habitants superen els 17 milions de persones, amb un fort creixement demogràfic a causa de la joventut de la mitjana de la població. La institució bàsica és la família extensa, amb combinació de matrimonis monògams i polígams.
Estimacions de l'ONU de 2009 situen la població del Camerun en 19 522 000. La població és jove: prop del 40,9% té menys de 15 anys, el 70% és menor de 30 anys i el 96,7% són menors de 65 anys. La taxa de natalitat s'estima en 34,1 naixements per cada 1.000 persones, mentre que la de mortalitat en 12,2. L'esperança de vida és de 53,69 anys (52,89 anys per als homes i 54,52 anys per a les dones).
La població camerunesa està dividida gairebé equitativament en població rural i urbana. La densitat de població és major a les grans zones urbanes, les terres altes de l'oest i la plana nord-est. Douala, Yaoundé i Garoua són les ciutats més importants. En contrast, a l'altiplà d'Adamawa, la depressió de Bénoué en el sud-est i gran part de l'altiplà del Sud del Camerun estan escassament poblades.
Els idiomes oficials són el francès i l'anglès, i es parlen també nombrosos idiomes locals. El francès està molt estès a les ciutats, sobretot a Yaoundé i Douala, en les quals pràcticament tota la població s'expressa amb fluïdesa en aquest idioma. No obstant això, l'idioma més parlat en tot el país és el camfranglais, una llengua criolla que barreja elements del francès, l'anglès i idiomes locals. S'han signat memoràndums d'entesa amb Alemanya per a l'estudi de l'alemany.
Les persones de les terres altes de l'oest superpoblades i el nord subdesenvolupat estan migrant cap a les plantacions costaneres i als centres urbans a la recerca d'ocupació. Migracions més petites ocorren gràcies al fet que els treballadors busquen ocupació en serradores i plantacions del sud i l'est. Encara que l'índex de masculinitat és relativament equitatiu, la majoria dels migrants són principalment homes, la qual cosa indueix a índexs desequilibrats en algunes regions.

### Educació i salut

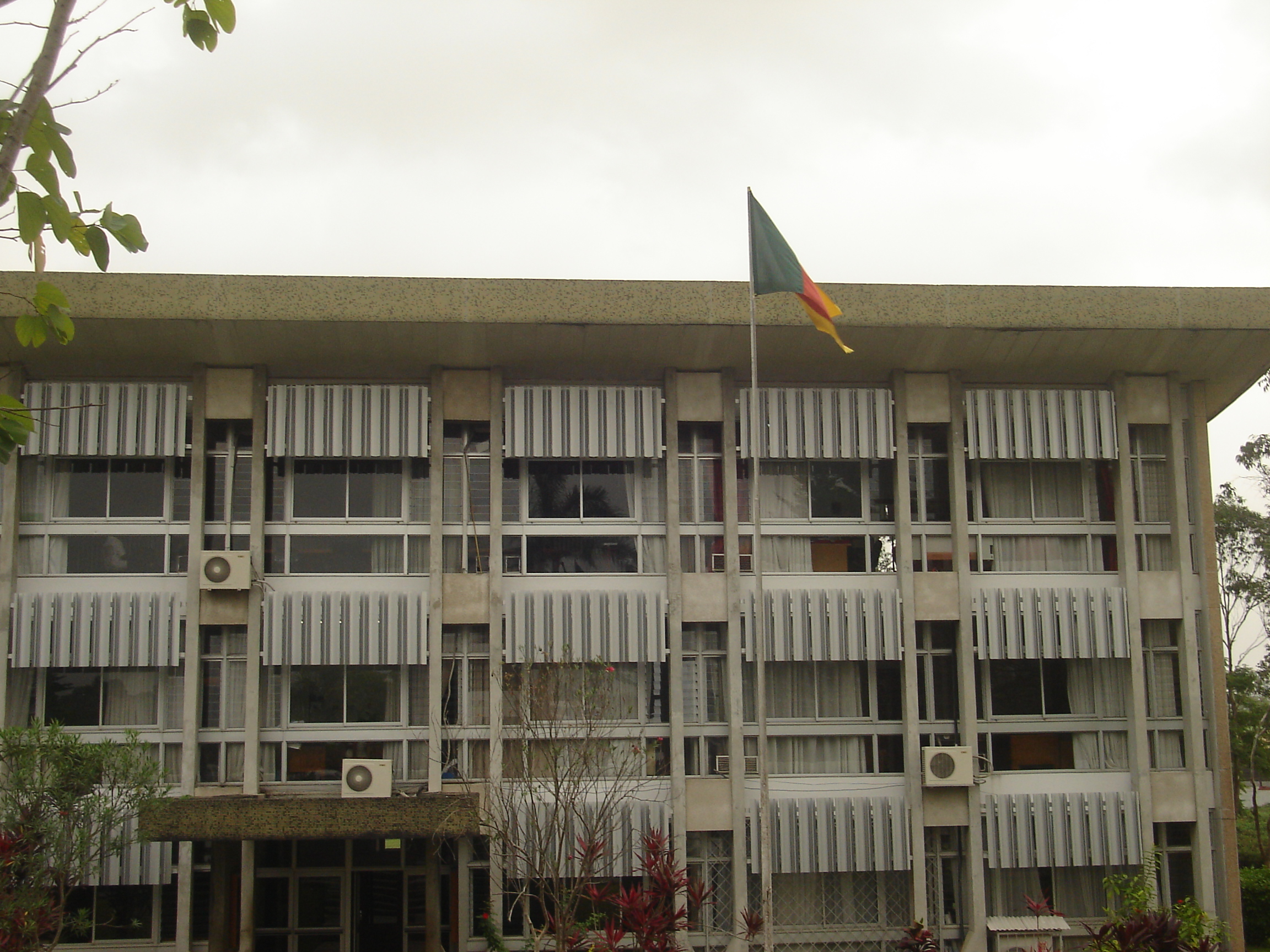
Universitat de Buea.

Des de la independència van existir dos sistemes educatius, un en anglès i l'altre en francès. El sistema del Camerun de l'Est es basava en el model francès, el Camerun de l'Oest va usar el model britànic. Els dos sistemes van ser combinats l'any 1976.
Les escoles cristianes i missioneres han estat una part important del sistema educatiu.
A les àrees meridionals del país gairebé tots els nens de l'edat d'educació primària assisteixen a l'escola. No obstant això, en el nord, que sempre ha estat una part aïllada del Camerun, l'absentisme escolar és alt.
L'analfabetisme segueix sent alt, perquè la majoria dels escolars del Camerun no arriba més enllà del nivell primari.
El país compta amb 8 universitats: Universitat de Yaoundé I, Yaoundé II (amb campus fora de la ciutat), Douala, Buéa, Dschang, Ngaoundéré, Bamenda i Maroua; a més d'alunes privades com la Catòlica per a l'Àfrica Central (UCAC), i una cinquantena d'instituts universitaris.
La qualitat del servei sanitari del Camerun en general és dolenta. A causa de les retallades de finançament el sistema de salut posseeix molt pocs professionals. Metges i infermeres, formats al Camerun, emigren a causa del mal pagament i l'excés de treball. A conseqüència d'aquesta falta de recursos, també existeix personal de l'àrea de la salut sense ocupació. A l'àrea rural, les fàbriques en general no posseeixen mesures higièniques bàsiques. L'expectativa de vida és aproximadament de 54,71 anys, sent una de les més baixes del món. Dins de les malalties endèmiques del país destaquen el dengue, la filariasis, la leishmaniasis, la malària, la meningitis bacteriana, la esquistosomiasis i la malaltia del somni. La seroprevalència del VIH ronda entorn del 5,4% de la població del grup etari entre 15 i 49 anys, encara que aquestes xifres poden estar subestimades a causa del fort estigma que encara té la malaltia dins de la població, per la qual cosa molts casos no estan notificats.

## Esports

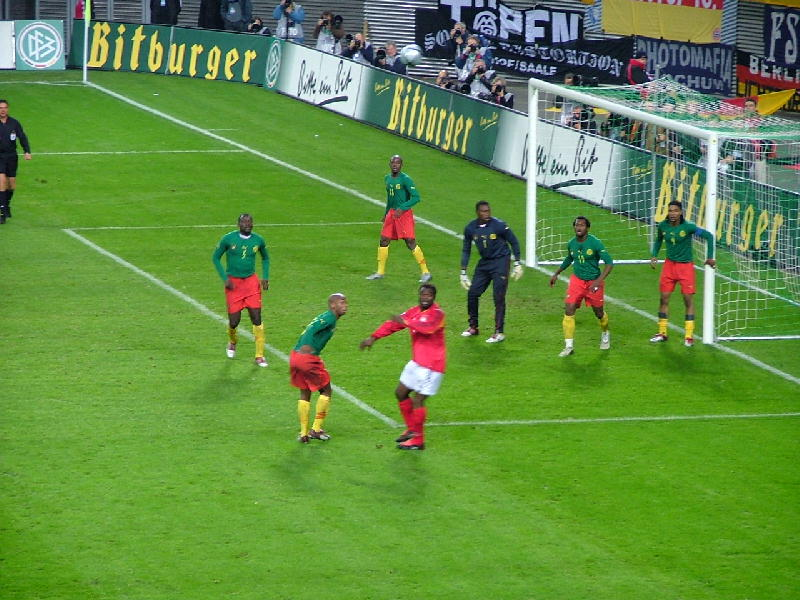
Partit amistós disputat per la selecció del Camerun contra Alemanya al Zentralstadion de Leipzig, el 27 d'abril de 2003.

En cadascun dels últims tres Jocs Olímpics el Camerun ha aconseguit tres medalles d'or. La seva selecció de futbol va guanyar la medalla d'or en els Jocs Olímpics de Sidney.
És la selecció de futbol africana amb més participacions en els mundials, ho va fer 7 vegades. A més en el 2003 va arribar a la final de la Copa Confederacions, sent l'única selecció africana a arribar fins aquí. Un altre assoliment destacable de la seva selecció de futbol és haver estat el primer equip africà a arribar als quarts de final, a la Copa Mundial de Futbol d'Itàlia 1990.
Samuel Eto'o fou un jugador de la selecció del Camerun. Actualment està retirat. Fou l'únic jugador de la història a guanyar dos triplets consecutius (FC Barcelona i Inter de Milà).

## Cultura

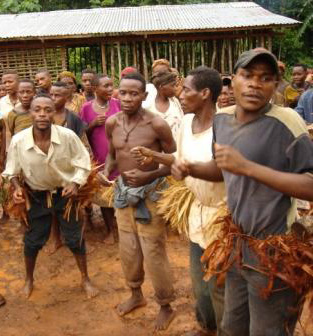
Dansaires de la regió Est.

Els idiomes oficials són l'anglès i el francès, però s'han comptabilitzat fins a 200 grups lingüístics diferents. Cadascun dels grups ètnics del Camerun té les seves pròpies formes culturals que són úniques. Les celebracions típiques inclouen naixements, defuncions, plantacions, collites i rituals religiosos.

### Religió
El Camerun té un alt grau de llibertat religiosa. La fe que predomina és el cristianisme, practicada per dos terços de la població, mentre que els practicants de l'islam constitueixen una cinquena part de la població.

### Música i dansa
La música i la dansa del Camerun són una part integral de les cerimònies tradicionals, festivals, esdeveniments socials i llegendes típiques del país. Les danses tradicionals compten amb coreografies complexes i separen a homes i dones de manera que està prohibit que tots dos gèneres ballin junts. Els balls tenen diferents propòsits, que van des de ser pur entreteniment fins a motius religiosos. Tradicionalment, els coneixements musicals es transmeten per la tradició oral. En una presentació típica, un cor acompanya a un solista principal. L'acompanyament musical va des de simples aplaudiments i passos, fins als instruments tradicionals que inclouen campanes usades pels ballarins, tambors, percussions, flautes, banyes, maraques, rascadors, instruments de corda, xiulets i xilòfons. Les combinacions exactes varien entre cada grup ètnic i regió. Alguns intèrprets canten peces completes per si sols, acompanyats per un instrument similar a un arpa.

### Dies festius
| Data           | Nom en català                                        |
| -------------- | ---------------------------------------------------- |
| 1 de gener     | Any nou i la independència de França i el Regne Unit |
| 11 de febrer   | Dia Nacional de la joventut                          |
| 1 de maig      | Dia del Treballador                                  |
| 20 de maig     | Dia Nacional                                         |
| 15 d'agost     | Assumpció de Maria                                   |
| 1 d'octubre    | Dia de la unificació                                 |
| 25 de desembre | Nadal                                                |

### Llengües
Les llengües nacionals o oficials de la República del Camerun són l'anglès i el francès. El SIL International ha llistat un total de 286 llengües al Camerun, 279 de les quals són llengües vives, 3 són una segona llengua (però no és llengua materna de ningú) i 4 estan extintes:
- Abar: 2.000 parlants a la província del Nord-oest, a la Divisió de Menchum, dins la Subdivisió de Wum. Estan centrats al voltant del poble de Missong. Inclou poblats com Munken i Abar.
- Afade: 5000 parlants a la província del Far Nord, a la Divisió Logone-and-Chari, al sud de la Subdivisió Makari. El centre és el poble d'Afade.
- Aghem: 26.727 parlants a la província del Nord-oest. Al voltant del poble de Wum, a la Subdivisió del Wum Central, a la Divisió Menchum.
- Akoose: 100.000 parlants a la província del Sud-est, a la Divisió Kupe-Muanenguba, a les Subdivisions de Bangem i Tombel. També es parla a la Subdivisió Manjo, de la Divisió de Moungo, a la província del Litoral.
- Akum: 1.400 parlants al Camerun. Es parla al poblat Akum, a la Subdivisió Furu-Awa, a la Divisió Menchum, de la província del Nord-oest. També és parlat a Nigèria.
- Ambele: 2.600 parlants a la província del Nord-oest, a 11 poblats de la Subdivisió de Widikum-Menka, a la Divisió Momo.
- Àrab, Shuwa: 63.600 parlants al Camerun. Es parla a la zona entre el llac Txad i Kousseri, a les divisions de Mayo-Sava, Diamare, Mayo-Danay, Logone i Chari, a la província de Far Nord.
- Atong: 4.200 parlants a la província del Nord-oest. És parlat a cinc poblats de la subdivisió de Widikum-Menka, al nord-oest de la Divisió de Momo.
- Awing: 19.000 parlants a la Província del Nord-oest. Es parla al poblat Awing-Bambaluwe, a la Divisió de Mezam.
- Baba: 12.750 parlants a la Divisió de Mezam, a la província del Nord-oest.
- Babanki: 22.500 parlants, a la subdivisió Tuba, dins la divisió Mezam (província del Nord-oest).
- Bafanji: 8.500 parlants, a la Divisió Ngo-Ketunjia, al Nord-oest del Camerun.
- Bafaw-Balong: 8.400 parlants a la província del Sud-oest i a la província del Litoral.
- Bafia: 60.000 parlants a la província del Centre. A la Divisió Mbam, subdivisió Deuk.
- Bafut: 50.000 parlants a la província del Nord-oest, a la Divisió de Mezam.
- Baka: 25.000 parlants a les províncies del Sud-est i del Sud, al Camerun. També es parla al Gabon.
- Bakaka: 30.000 parlants a la província del Littoral, al Camerun.
- Bakoko: 50.000 parlants a les províncies del Sud i del Litoral del Camerun.
- Bakole: 300 parlants a la província del Sud-est.
- Baldemu: El 2003 es van registrar entre 3 i 6 parlants de la llengua a Maroua, a la província del Far Nord. Està gairebé extinta.
- Balo: 2.231 parlants a la província del Sud-oest del Camerun.
- Bamali: 5.300 parlants, a la província del Nord-oest del Camerun.
- Bambalang: 14.500 parlants a la província del Nord-oest.
- Bambili-Bambui: 10.000 parlants a la província del Nord-oest.
- Bameyan: 4.000 parlants a la província de l'Oest i del Nord-oest.
- Bamukumbit: 7.300 parlants a la província del Nord-oest del Camerun.
- Bamun: 215.000 parlants a la província de l'Oest, sobretot a les divisions Noun, Bamboutos i Mifi.
- Bamunka: 15.200 parlants a la província del Nord-oest, al voltant del poble de Bamunka, a la subdivisió de Ndop (divisió de Mezam).
- Bana: 13.000 parlants a la província del Nord del Camerun, a prop de la frontera amb Nigèria.
- Bangandu: 2.700 parlants a la província de l'Est del Camerun. També es parla a la República del Congo.
- Bangolan: 13.534 parlants a la província del Nord-oest.
- Bankon: 12.000 parlants a la província del Litoral, a l'oest del riu Wouri.
- Barombi: 3000 parlants a la província del Sud-oest del Camerun, a prop dels llacs Barombi-Koti i Baromdi-Mbo.
- Basaa: 230.000 parlants a les províncies del Centre i del Litoral.
- Bassossi: 5.000 parlants a la província del Sud-oest del Camerun.
- Bata: 2.500 parlants a la província del Nord, a la frontera amb Nigèria, al llarg dels rius Benoue i Faro (riu).
- Batanga: 6.000 parlants a la província del Sud, a la zona de la costa al voltant de Kribi.
- Bati: 800 parlants a la província del Litoral, a la subdivisió de Ndom.
- Beba: 3.000 parlants a les províncies del Nord-oest i del Sud-oest.
- Bebe: 24.000 parlants a la província del Nord-oest del Camerun.
- Bebele: 24.000 parlants a les províncies del Centre i de l'Est.
- Bebil: 6.000 parlants a la província de l'Est, al voltant de Belabo, a la subdivisió homònima.
- Beezen: 450 parlants a la província del Nord-oest del Camerun.
- Befang: 2.975 parlants a la província del Nord-oest del Camerun.
- Bekwil: Parlat a la província de l'Est, a la ribera nord del riu Ngoko, a prop de Moloundou, a la divisió Boumba-and-Ngoko.
- Beti: 2.000.000 parlants al Camerun. El parlen pobles com els Fang, els Ewondo, els Bulu i els Mengisa. Es parla sobretot a les províncies del Centre i del Sud. Però també es fa servir a part de la província de l'Est.
- Bikya: És una llengua gairebé extinta. Se'n va descobrir una persona que la tenia com a llengua materna al poble de Furubana, a la subdivisió de Furu-Awa, a la província del Nord-oest. És una llengua bantú que no està classificada.
- Bishuo: És una altra llengua que també està gairebé extinta. Se'n va trobar 1 parlant a la subdivisió Furu-Awa, a la província del Nord-oest. També és una llengua bantú no classificada.
- Bitare: 6.034 parlants a la província Adamawa, al Camerun. A prop de Banyo.
- Bokyi: 3.700 parlants a la província del Sud-oest, a prop de la frontera amb Nigèria, a prop de Mamfe.
- Bomwali: 6.077 parlants al Camerun, al poble de Malapa.
- Bonkeng: 2.975 parlants, a la subdivisió de Loum, a la província del Litoral.
- Bubia: 600 parlants a la província del Sud-oest, a la subdivisió de Limbe.
- Buduma: 200 parlants a província de l'Extrem Nord a illes del llac Txad.
- Bulu: 174.000 parlants a les províncies del Sud, del Centre i de l'Est.
- Bum: 21.400 parlants a la subdivisió de Bum, a la província del Nord-oest.
- Bung: És una llengua gairebé extinta de la que s'han detectat 3 parlants. És una llengua que no està classificada.
- Busam: 1.488 parlants a la província del Nord-oest, a la subdivisió Batibo. A les poblacions de Bifang, Ambambo i Dinku.
- Busuu: és una llengua que està gairebé extinta, ja que només s'han trobat 8 parlants als poblats Furu-Awa i Furu-Nangwa, a la subdivisió Furu-Awa, de la província del Nord-oest. És una llengua bantú no classificada.
- Buwal: 7.000 parlants a la província de l'Extrem Nord, a la subdivisió Mokolo. És una llengua afro-asiàtica.
- Byep: 9.500 parlants a la província de l'Est del Camerun.
- Caka: 5.000 parlants a la subdivisió Akwaya, de la província del Sud-oest.
- Cung: 2.000 parlants a la província del Nord-oest del Camerun.
- Cuvok:5.000 parlants a la província de l'Extrem Nord. És una llengua afro-asiàtica.
- Dava: 17.500 parlants a les províncies del Nord i de l'Extrem Nord. és una llengua afro-asiàtica.
- Dama: és una llengua gairebé extinta, de la que s'ha trobat un petit grup de 50 parlants a la subdivisió de Rey-Bouba, a la província del Nord.
- Dek: 2.975 parlants a la província del Nord del Camerun.
- Denya: 11.200 parlants a la província del Sud-oest.
- Dii: 47.000 parlants a la província del Nord del Camerun.
- Dimbong: 140 parlants, d'una població ètnica de 50.000 persones), a la província del Centre.
- Doyayo: 18.000 parlants a la província del Nord, al voltant de Poli.
- Douala: 87.700 parlants a prop el riu Wouri i de l'estuari del Camerun, a la província del Litoral.
- Dugun: 7.000 parlants al sud-est de Poli, a la província del Nord.
- Dugwor: 5.000 parlants a la província de l'Extrem Nord.
- Duupa: 5.000 parlants a la província del Nord, a l'est de Poli.
- Dzodinka: 2.600 parlants a la província del Nord-oest, a l'extrem nord de la subdivisió Nwa, al poble d'Adere.
- Ejagham: 49.394 parlants a la província del Sud-oest del Camerun.
- Elip: 6.400 parlants a la província del Centre, a prop dels rius Mbam i Sanaga.
- Eman: 800 parlants a la província del Sud-oest. També es parla a Nigèria.
- Anglès: Sobretot es parla a les províncies del Sud-oest i del Nord-oest.
- Esimbi: 20.000 parlants a la província del Nord-oest, al voltant de Benakuma, a l'occident de la subdivisió Wum.
- Eton: 52.000 parlants a la província del Centre.
- Ewondo: 577.700 parlants a les províncies del Centre i del Sud del Camerun.
- Fali Septentrional: 16.000 parlants a la província del Nord, a la zona de Dourbeye i Mayo-Oulo, a la subdivisió Mayo-Oulo.
- Fali Meridional: 20.000 parlants a la zona de Hossere Bapara, Tsolaram, Hossere Toro i Ndoudja, a la província del Nord del Camerun.
- Fang: 110.552 parlants al Camerun. Es parla a la província del Sud, a les divisions de Dja-and-Lobo, Ntem i Ocean. També és anomenat Pamue o pahouin.
- Fang (Camerun): 2.400 parlants a la província del Nord-oest, al nord-est de la subdivisió de Wum.
- Fe'fe': 123.700 parlants a la província de l'Oest.
- Francès: Sobretot es parla a les províncies Litoral, Oest, Centre, Sud, Est, Adamawa, Nord i Extrem Nord.
- Fulfulde, Adamawa: 668.700 parlants al Camerun. Es parla a les províncies de l'Extrem Nord, Nord i Adamawa. També es parla al Txad, Nigèria i Sudan. Altres noms que s'utilitzen per anomenar-lo són Peul, Fula, Pule i altres.
- Fulfulde, Kano-Katsina-Boborro: 7.000 parlants al nord del Camerun.
- Gavar: 7.000 parlants a la província de l'Extrem Nord del Camerun.
- Gbaya Nord-Occidental: Al Camerun hi ha de 65.000 a 80.000 parlants, a la vasta zona entre les províncies del Nord, Adamawa i Est.
- Gbaya Sud-Occidental: Al Camerun hi ha entre 13.000 i 18.000 parlants, a la província de l'Est.
- Ghomálá: 260.000 parlants, a la província de l'Oest, la majoria a la divisió Mifi.
- Gidar: 54.000 parlants al Camerun, a les províncies del Nord i de l'Extrem Nord. També es parla al Txad.
- Gimme: 3.000 parlants a la província del Nord, a la zona de les muntanyes Alantika.
- Gimnime: 3.000 parlants a la província del Nord, a la frontera amb Nigèria, a la zona de les muntanyes Alantika.
- Giziga Septentrional: 20.000 parlants a la província de l'Extrem Nord, als massissos de Mogazang i a les planes de Dagba.
- Giziga Meridional: 60.000 parlants a l'Extrem Nord del Camerun, al sud-oest de Maroua, a les planes de Diamare.
- Glavda: 2.800 parlants al Camerun, a la província de l'Extrem Nord, al sud d'Ashigashia, a la subdivisió de Koza.
- Gude: 28.000 parlants a la província de l'Extrem Nord, a la divisió Mayo-Tsanaga; i a la província del Nord, a la divisió Mayo-Louto.
- Gvoko: 1.000 parlants al Camerun, a la província de l'Exrem Nord, al poblat Ngoshi, a la subdivisió de Mokolo.
- Gyele: 4250 parlants al Camerun. Es parla a la província del Sud, als boscos al voltant de Kribi, a les subdivisions de Kribi i Lolodorf, a la divisió d'Ocean.
- Hausa: 23.500 parlants al Camerun.
- Hdi: 25.000 parlants al Camerun, a la província de l'Extrem Nord, a la frontera amb Nigèria, país on també es parla.
- Hjuk: 400 parlants a un poblat de la subdivisió de Bokito, a la Divisió de Mbam, a la província del Centre.
- Hya: 940 parlants al Camerun, a la província de l'Extrem Nord, al poble d'Amsa. També es parla a Nigèria.
- Iceve-maci: 7.000 parlants a la província del Sud-oest. També es parla a Nigèria.
- Ipulo: 2.500 parlants a la província del Sud-oest, al sud-est d'Akwaya.
- Isu (Narrow Grassfields): 10.400 parlants a la província del Nord-oest, a la subdivisió del Wum cenral.
- Isu (Narrow Bantu: 800 parlants a la província del Sud-oest, a la subdivisió Tiko.
- Iyive: 1.000 parlants a la província del Sud-oest, a la frontera amb Nigèria. També és parlat a Nigèria.
- Jimi: 3.500 parlants a la província de l'Extrem Nord, a la frontera amb Nigèria a prop de Bourrha.
- Jina: 1.500 parlants al Camerun, a la província de l'Extrem Nord, a prop de Zina i Waza.
- Jukun Takum: 2.438 parlants, a la província del Nord-oest. També es parla a Nigèria.
- Kako: 100.000 parlants al Camerun, a la província de l'Est. La majoria viuen a la província de Kadei. També es parla a la República Centreafricana i a la República del Congo.
- Kamkam: Es parla a la província Adamawa, a la serra de Mambila.
- Kanuri Central: 56.500 parlants a la província de l'Extrem Nord del Camerun.
- Karang: 17.000 parlants a la província del Nord. També es parla al Txad.
- Kare: 4.463 parlants a les províncies Adamawa i Nord.
- Kemezung: 4.500 parlants a la província del Nord-oest, al poble de Dumbu i al poblat de Kwei, a la subdivisió d'Ako.
- Kendem: 1.500 parlants a la província del Sud-oest, a les subdivisions de Tinto i d'Alt Bayang.
- Kenswei Nsei: 12.500 parlants a la província del Nord-oest, a la subdivisió de Ndop.
- Kenyang: 65.000 parlants a la província del Sud-oest, a la zona de Mamfe i a la subdivisió Nguti.
- Kera: 6.000 parlants a la província de l'Extrem Nord, a la divisió Mayo-Danay.
- Kol: 12.000 parlants a la província de l'Est, a prop de Messamena, a la divisió de l'Alt Nyong.
- Kolbila: 2.500 parlants a la província del Nord del Camerun.
- Kom: 170.000 parlants a la província de l'Oest, al sud de la divisió de Boyo.
- Koma: 3.000 parlants a la província del Nord, a les muntanyes Alantika, a prop de la frontera amb Nigèria.
- Koonzime: 30.000 parlants a la província de l'Est, a prop de Lomie, al riu Dja.
- Korop: 7.438 parlants a la província del Sud-oest, al nord-oest de Mundemba, a la frontera amb Nigèria.
- Koshin: 1.000 parlants a la província del Nord-oest, al poble de Koshin, a la subdivisió Wum.
- Kuk: 3.000 parlants a la província del Nord-oest del Camerun.
- Kung: 1.750 parlants a la província del Nord-oest, a un poble de la subdivisió de Fungon.
- Kuo: 2.975 parlants a la província del Nord del Camerun, entre Sorombeo i la frontera amb el Txad.
- Kutep: 1.400 parlants a la província del Nord-oest, a prop de la frontera amb Nigèria, a la subdivisió del Furu-Awa.
- Kwa: 1.000 parlants a les províncies del Litoral i de l'Oest del Camerun.
- Kwaja: 2.975 parlants a la província del Nord-oest, a la subdivisió Nkambe, de la divisió Donga-Mantung.
- Kwakum: 10.000 parlants a la província de l'Est, a les divisions Dinako i Lom-and-Djerem.
- Kwanja: 20.000 parlants a la província d'Adamawa, a la divisió Mayo-Banyo.
- La'bi: Es parla a la subdivisió de Touboro, a la província del Nord del Camerun.
- Lagwan: 10.000 parlants a la província del Nord, entre el riu Logone i la frontera amb Nigèria. També es parla al Txad.
- Laimbue: 5.000 parlants a la província del Nord-oest, a la subdivisió del Wum Central.
- Lamnso': 125.000 parlants a la província del Nord-oest, a la divisió de Bui.
- Lefa: 10.000 parlants a la província del Centre, a la subdivisió de Bafia.
- Leti: Es parla a la zona del riu Sanaga, a la divisió de Lekie, província de Centre.
- Limbum: 73.000 parlants a la províncai del Nord-oest, a la subdivisió de Nkambe. També es parla a Nigèria.
- Longto: 2.400 parlants a la subdivisió de Poli, a la província del Nord.
- Luo: És una llengua no classificada, gairebé extinta, ja que només es va trobar 1 parlant.
- Mada: 17.000 parlants, al massís de Mada, a la subdivisió de Tokombere (província de l'Extrem Nord).
- Mafa: 136.000 parlants a la província de l'Extrem Nord. També es parla a Nigèria.
- Majera: 500 parlants a la província de l'Extrem Nord del Camerun.
- Makaa: 80.000 parlants a la província de l'Est del Camerun.
- Malgbe: 6.000 parlants a la província de l'Extrem Nord del Camerun.
- Malimba: 2.230 parlants a la província del Litoral, a prop del riu Sanaga.
- Mambai: 8.000 parlants al Camerun. Entre el riu Mayo-Kebi i la frontera amb el Txad. També es parla en aquest estat.
- Mambila, Camerun: 30.000 parlants a la província Adamawa, a prop de la frontera amb Nigèria.
- Manta: 5.300 parlants a la província del Sud-oest, a uns vint poblats.
- Masana: 103.000 parlants a la província de l'Extrem Nord, a la divisió Mayo-Danay.
- Maslam: 250 parlants a la província de l'Extrem Nord del Camerun. També es parla al Txad.
- Matal: 18.000 parlants a la província de l'Extrem Nord, a la subdivisió de Mora, a l'est de les muntanyes Mandara.
- Mazagway: 17.000 parlants a les províncies del Nord i de l'Extrem Nord.
- Mbe': 1.488 parlants a la província del Nord-oest, a la subdivisió de Nwa.
- Mbedam: 6.000 parlants, a la província de l'Extrem Nord, a la subdivisió de Mokolo, al nord-est de Hina.
- Mbembe, Tigon: 36.000 parlants a la província del Nord-oest, al nord de Nkambe. També es parla a Nigèria.
- Mbo: 45.000 parlants a les províncies del Litoral i de l'Oest del Camerun.
- Mbonga: 1.488 parlants a la província de l'Est, a prop de Betare-Oya.
- Mbu': 1.000 parlants a la província del Nord-oest, al nord-est de Wum, al poblat de Mbu'.
- Mbuko: 13.000 parlants a la província de l'Extrem Nord, a l'est de Meri i al massís de Mbuko.
- Mbule: 1.488 parlants a la província del Centre, al sud de la subdivisió de Bokito.
- Mbum: 38.600 parlants a les províncies d'Adamawa, Nord i Est. També es parla a la República Centreafricana.
- Medumba: 210.000 parlants a la província de l'Oest, la majoria a la divisió de Nde.
- Mefele: 11.000 parlants a la província de l'Extrem Nord, a 6 poblats al sud i a l'est de Mokolo.
- Mendankwe-Nkwen: 23.050 parlants a la província del Nord-oest, a les muntanyes de Menda Nkwe.
- Mengaka: 20.000 parlants a la província de l'Oest, a la subdivisió de Galim Meridional.
- Mengisa: 20.000 parlants a la província del Cenre, a riu Sanaga.
- Menka: 5.200 parlants, a la província del Nord-oest, al nord-oest de Batibo.
- Merey: 10.000 parlants a la província de l'Extrem Nord, al massís Meri.
- Mesaka: 14.000 parlants a la província del Sud-oest, en una àrea aïllada al nord-est d'Akwaya, a la frontera amb Nigèria.
- Meta': 87.000 parlants a la província del Nord-oest del Camerun.
- Mfunte: 24.700 parlants a la província del Nord-oest, a la subdivisió Nwa. A 14 poblacions.
- Mina: 10.987 parlants a la província de l'Extrem Nord, a la subdivisió Hina, a 20 poblacions.
- Mmaala: 5.300 parlants a la província del centre del Camerun.
- Mmen: 35.000 parlants a la província del Nord-oest, a la subdivisió Wum.
- Mofu septentrional: 27.500 parlants, a la província de l'Extrem Nord, al sud del massís de Meri.
- Mofu-Gudur: 60.000 parlants a la província de l'Extrem Nord del Camerun.
- Mokpwe: 32.200 parlants a la província del Sud-oest, a les subdivisions de Muyuka, Tiko, Buea i Limbe.
- Moloko: 8.500 parlants a la província de l'Extrem Nord, a la subdivisió de Tokombere.
- Mom Jango: 6.523 parlants a la província del nord del Camerun, a la frontera amb Nigèria.
- Mono: 300 parlants a la província del Nord, al nord de Rey-Bouba, al llarg del riu Mayo-Godi.
- Mpade: 16.000 parlants a la província de l'Extrem Nord, a prop del llac Txad. També es parla a Nigèria i al Txad.
- Mpiemo: 5.000 parlants a la província de l'Est, a la subdivisió de Gari-Gombo.
- Mpongmpong: 45.000 parlants a la província de l'Est del Camerun.
- Mser: 500 parlants a la província de l'Extrem Nord del Camerun.
- Mundabli: 1.000 parlants a la província del Nord-oest del Camerun.
- Mundang: 44.700 parlants a les províncies de l'Extrem Nord i del Nord.
- Mundani: 34.000 parlant a la província del Sud-oest.
- Mungaka: 50.100 parlants a les províncies del Nord-oest i de l'Oest del Camerun.
- Musey: 20.000 parlants a la província de l'Extrem Nord, a la frontera amb el Txad.
- Musgu: 61.500 parlants a la província de l'Extrem Nord, a la divisió Mayo-Danay. També és parlat al Txad.
- Muyang: 15.000 parlants a la província de l'Extrem Nord del Camerun.
- Naki: 3.000 parlants a la província del Nord del Camerun.
- Ncane: 15.500 parlants a la província del Nord-oest, a la subdivisió de Nkambe occidental.
- Ndai: És una llengua que està gairebé extinta, ja que només es van trobar 5 persones que el parlaven a la divisió de Mayo-Rey, a la província del Nord del Camerun.
- Ndaktup: 2.975 parlants a la província del Nord-oest, al nord-est de Nkambe.
- Nda'nda': 10.000 parlants a la província de l'Oest, a les divisions de Nde i Mifi.
- Ndembli: 5.950 parlants a la província del Litoral, a la divisió Nkam.
- Ndoola: 2.120 parlants a la província d'Adamawa, a prop de la província amb Nigèria, així com a la província el Nord-oest.
- Ngamambo: 8.000 parlants a la província del Nord-oest del Camerun.
- Ngambay: Es parla a la província del Nord, per la carretera que va a Garoua, a la divisió Mayo-Rey.
- Ngemba: 18.800 parlants a la província del Nord-oest, a les subdivisions de Tuba i de Bamenda occidental.
- Ngie: 37.000 parlants a la província del Nord-oest, a la subdivisió de Mbengi occidental, al voltant d'Andek.
- Ngiemboon: 100.000 parlants (50.000 dels quals, monolingües), a la província de l'Oest, a la divisió de Bamboutos.
- Ngomba: 63.000 parlants a la província de l'Oest, a cinc poblats, a la subdivisió de Mbouda Occidental.
- Ngombale: 45.000 parlants a la província de l'Oest, al nord-oest de Mbouda.
- Ngong: És una llengua que està gairebé extinta, ja que només es van trobar 2 parlants al poblat de Ngong, a la divisió de Benoue, de la província del Nord.
- Ngoshie: 9.200 parlants a la subdivisió de Njikwa oriental, a la província del Nord-oest.
- Ngumba: 9.000 parlants al Camerun. es parla a la província del Sud, a les subdivisions de Kribi i Lolodorf. També es parla a Guinea Equatorial.
- Ngwe: 73.200 parlants a la divisió de Lebialem, a la província del Sud-oest.
- Ngwo: 50.547 parlants a la subdivisió de Njikwa, a la província del Nord-oest.
- Nimbari: 130 parlants a la província del Nord, als poblats Padjara-Djabi i Badjire, a la subdivisió de Mayo-Louti.
- Njen: 1.800 parlants al poblat de Njen, al sud-est de Batibo, a la província del Nord-oest.
- Njyem: 3.500 parlants (el 85% monolingües) a la província de l'Est. També és parlat a la República del Congo.
- Nkongho: 2.231 parlants a la província del Sud-oest, a la subdivisió de Nguti.
- Nomaande: 6.000 parlants a la província del Centre, al sud-oest de Bafia, a la subdivisió de Bokito septentrional.
- Noone: 25.000 parlants a la província del Nord-oest, a la subdivisió de Kumbo.
- Nsari: 7.000 parlants a la província del Nord-oest el Camerun.
- Nubaca: 800 parlants a la província del Centre, a la subdivisió de Bokito.
- Nugunu: 35.000 parlants a les subdivisions d'Ombessa i Bokito, a la província del Centre.
- Nyong: 17.000 parlants a la província del Nord-oest del Camerun. També es parla a Nigèria.
- Nzakambay: 13.000 parlants a la província del Nord, a la subdivisió de Touboro.
- Nzanyi: 9.000 parlants a la província del Nord, a prop de la frontera amb Nigèria, a la Regió Duomo.
- Oblo: És una llengua que gairebé està extinta, que s'ha trobat a la subdivisió de Pitoa, a la Divisió de Benoue.
- Oku: 40.000 parlants a la província del Nord-oest, a la divisió Bui, al voltant del llac Oku.
- Oroko: 106.000 parlants a la província del Sud-oest del Camerun.
- Osatu: 400 parlants a la província del Sud-oest, al sud-est d'Asumbo, a la subdivisió d'Akwaya.
- Pam: És una llengua gairebé extinta, ja que només es van trobar 30 parlants a prop de Tchollire, a la Divisió Mayo-Rey, a la província del Nord del Camerun.
- Pana: 2.975 parlants a la província del Nord, a la subdivisió de Touboro.
- Parkwa: 30.000 parlants a la província de l'Extrem Nord, a la subdivisió de Mora.
- Peere: 15.000 parlants a la subdivisió de Tignere, entre aquesta ciutat i la frontera amb Nigèria.
- Pévé: 5.720 parlants a la província del Nord, a la divisió de Mayo-Rey.
- Pidgin, Camerun: Es parla sobretot a les províncies del Sud-oest i del Nord-oest. És una llengua criolla de l'anglès.
- Pinyin: 24.600 parlants a la província del Nord-oest, al sud-oest de Bamenda.
- Pol: 38.676 parlants a la província de l'Est. També es parla a la República del Congo.
- Psikye: 40.500 parlants a la província del Nord, a la subdivisió de Mokolo. També es parla a Nigèria.
- Samba Leko: Es parla a la província del Nord del Camerun.
- Sharwa: 5.100 parlants a la província de l'Extrem Nord, a la subdivisió de Bourrah meridional. També alguns a la província del Nord.
- So: 9.000 parlants a les províncies del Centre i de l'ESt.
- Suga: 10.000 parlants a la província d'Adamawa.
- Tibea: 1400 parlants a la província del Centre, a la divisió de Mbam.
- Tikar: 25.000 parlants a les províncies del Centre i de l'Oest.
- Tiv (llengua: Hi ha pocs parlants al Camerun, a la província del Sud-oest.
- To: Es parla a la província del Nord, a la subdivisió de Touboro. També es parla a la República Centreafricana. És una llengua no classificada.
- Tsuvan: 2.300 parlants a la província de l'Extrem Nord, a la subdivisió del sud-est de Bourrah.
- Tuki: 26.000 parlants a la província del Centre, a la divisió de Mbam, al riu Sanaga.
- Tunen: 35.300 parlants a les províncies del Centre i del Litoral del Camerun.
- Tuotomb: 1.000 parlants a la província del Centre, a la subdivisió de Bafia. També hi ha parlants en àrees urbanes.
- Tupuri: 125.000 parlants al Camerun. Es parla a l'Extrem Nord del país i al Txad.
- Twendi: És una llengua que està a punt d'extingir-se, ja que només s'han trobat 30 parlants a la província d'Adamawa, al poblat de Sanga, al nord de Bankim.
- Usaghade: 10.000 parlants a la província de l'Oest del Camerun. També es parla a Nigèria.
- Vame 8.500 parlants a la província de l'Extrem Nord, a les subdivisions de Mora i Tokombere.
- Vemgo-Mabas: 5.000 parlants a la província de l'Extrem Nord, al nord-oest de Mokolo, a prop de la frontera amb Nigèria.
- Vengo: 13.500 parlants a la província del Nord-oest, al nord de Ndop.
- Vute: 20.000 parlants a les províncies del Centre, d'Adamawa i de l'Est.
- Wandala: 23.500 parlants a la província del Nord, a prop de la frontera amb Nigèria. També es parla a aquest país.
- Wawa: 3.000 parlants a la província d'Adamawa, a la subdivisió de Bankim. També es parla a Nigèria.
- Weh: 6.900 parlants a la província del Nord-oest, a la subdivisió del Wum Central.
- Wumboko: 4.000 parlants a la província del Sud-oest, a la subdivisió de Kumba.
- Wushi: 12.350 parlants a la província del Nord-oest, a l'est de Ndop.
- Wuzlam: 10.500 parlants a la província de l'Extrem Nord, a la subdivisió de Tokombere, al massís de Wuzlam (massís).
- Yamba: 40.763 parlants a la província del Nord-oest, a la subdivisió de Nwa Central. També hi ha alguns emigrants a Nigèria.
- Yambeta: 3.700 parlants a la província del Centre, a la subdivisió de Bafia.
- Tangben: 2.300 parlants a la província del Centre, al sud de Bokito.
- Yasa: 1.500 parlants a la província del Sud, a la subdivisió de Campo, a la costa a prop de Guinea Equatorial. També es parla en aquest país.
- Yemba: 300.000 parlants a la província de l'Oest, la majoria a la divisió de Menoua, a prop de Dschang.
- Yukuben: 950 parlants a la província del Nord-oest, a la divisió de Menchum, a prop de la frontera amb Nigèria.
- Zhoa: Es parla al poblat de Fungon, a la divisió de Menchum, a la província del Nord-oest.
- Zizilivakan: 2.800 parlants a la província de l'Extrem Nord, a la subdivisió de Bourrah, a prop de la frontera amb Nigèria, on també es parla.
- Zulgo-Gemzek: 26.000 parlants a la província de l'Extrem Nord, al nord de Maroua, a 16 poblacions.
- Zumaya: És una llengua que està en perill d'extinció, ja que només queden uns 25 parlants a la divisió de Diamare, a la província de l'Extrem Mord.

A més a més, hi ha registrades llengües que ara ja estan extintes:
- Duli: És una llengua que està extinta i que es parlava a la província del Nord, a una zona propera a Pitoa.
- Gey: És una llengua extinta que es parlava a l'est de Pitoa, a la província del Nord.
- Nagumi: És una llengua extinta que es parlava a la província del Nord del Camerun.
- Yeni: És una llengua extinta que es parlava a la zona de Nyalang. No està classificada.